# ذو الجمجمة الدهنية
ذو الجمجمة الدهنية (الاسم العلمي: Steatocranus)، جنس صغير القد من فصيلة البلطية في الغالب موطنه حوض نهر الكونغو في جمهورية الكونغو الديمقراطية / الكونغو برازافيل، على الرغم من أن أحد أنواعه، S. irvinei، يقتصر وجوده على نهر فولتا في غانا وبوركينا فاسو، وينتمي إلى جنس منفصل. هناك أيضا ما لا يقل عن حوالي. 10 أنواع غير موصوفة في حوض نهر الكونغو في انتظار الوصف العلمي لها.